# Glenea jeanvoinei
Glenea jeanvoinei é uma espécie de escaravelho da família Cerambycidae. Foi descrito por Maurice Pic em 1927.